# جشنواره فیلم زاگرب

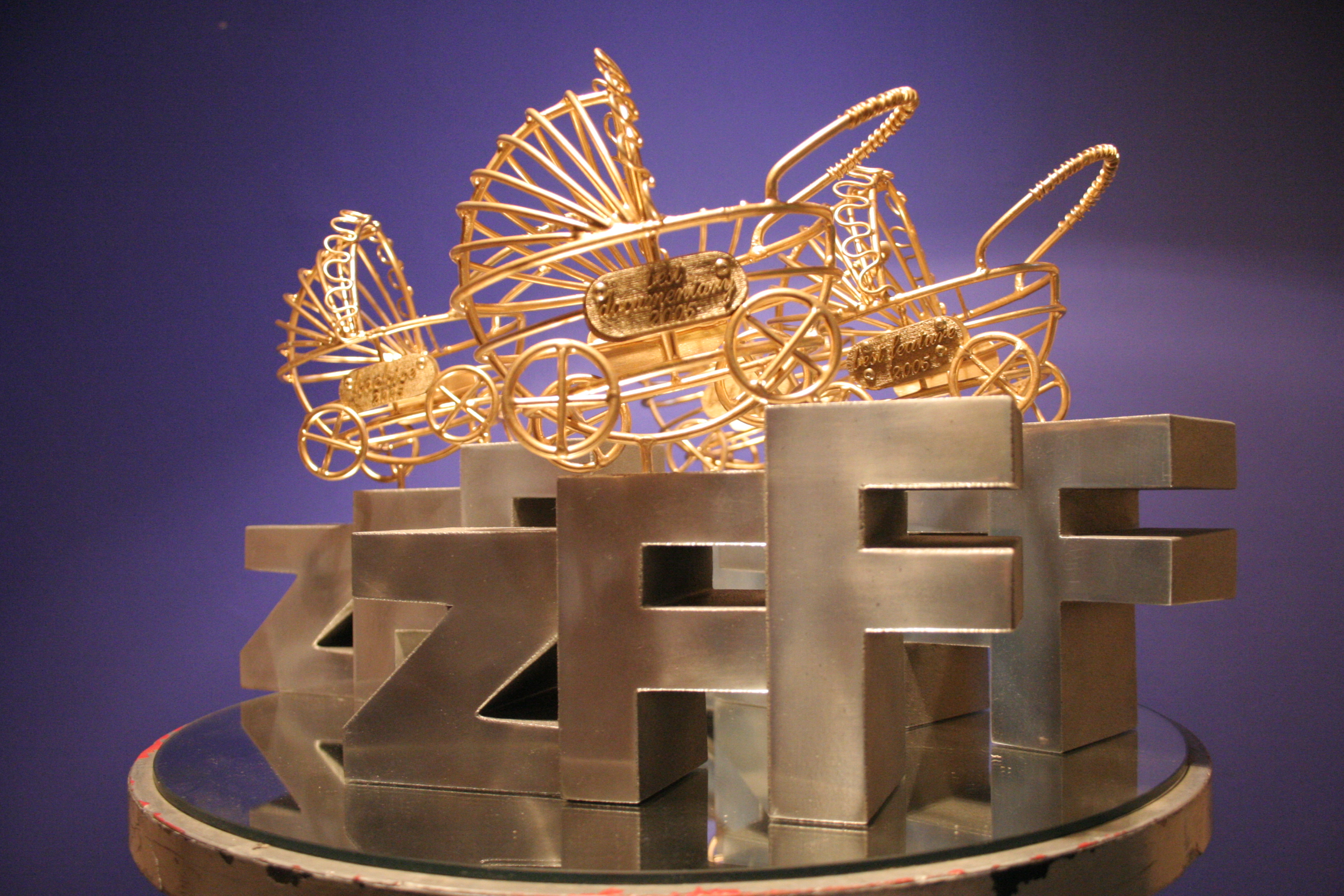
کالسکه‌طلایی جایزه اصلی جشنواره فیلم زاگرب

جشنواره فیلم زاگرب (Zagreb Film Festival) یا (ZFF) یک جشنواره سالانه فیلم است که از سال ۲۰۰۳ در زاگرب پایتخت کرواسی برگزار می‌شود.

## اهداف جشنواره
تمرکز اصلی این جشنواره سینمایی بر ارائه آثار فیلم‌سازان جوان و هم‌چنین کارگردان‌های فیلم اولی بدنه سینمای کروواسی است. این جشنواره به‌طور گسترده‌ای یکی از مهم‌ترین و تأثیرگذارترین رویدادهای فرهنگی در کرواسی قلمداد می‌شود. بخش بین‌المللی این جشنواره نیز به معرفی آثار کارگردان‌های فیلم اولی یا دومی می‌پردازد.
در هر دوره جشنواره معمولاً سه برنامه مسابقه بین‌المللی برای فیلم‌های بلند، فیلم‌های کوتاه و فیلم‌های مستند و یک برنامه مسابقه فیلم کوتاه برای فیلم‌سازان کرواسی برگزار می‌شود. علاوه بر این، این جشنواره اغلب به اکران فیلم‌های اول کارگردان‌های مشهور سینمای جهان می‌پردازد.

## جوایز[۵]
از سال ۲۰۰۶ جایزه اصلی جشنواره فیلم زاگرب، کالسکه‌طلایی (Golden Pram) نامیده می‌شود. پیش از این تا سال ۲۰۰۵ جایزه اصلی این جشنواره پیش‌بند طلایی (Golden Bib) نامیده می‌شد. کالسکه طلایی در ۵ رده اعطا می‌شود:
- بهترین فیلم بلند
- بهترین فیلم کوتاه
- بهترین فیلم مستند
- بهترین فیلم کوتاه کرواسی (از سال ۲۰۰۵ اعطا شد)
- بهترین فیلم بلند از نگاه مخاطبان (از سال ۲۰۰۵ اعطا شد)

## پیشینه
مرور تاریخچه جشنواره فیلم زاگرب نشان می‌دهد عمده کارگردان‌های فیلم اول و دوم که در این رویداد سینمایی به جایزه رسیده‌اند در ادامه کم و بیش در سینما آثاری شاخص ساخته‌اند. در اولین دوره برگزاری جشنواره فیلم زاگرب، آندری زویاگینتسف با فیلم بازگشت (۲۰۰۳) به جایزه اصلی رسید. این فیلم در جشنوارهٔ فیلم ونیز نیز برندهٔ جایزهٔ شیر طلایی شد. تبعید (۲۰۰۷) دیگر فیلم این فیلم‌ساز بود که جایزه کالسکه‌طلایی را از این جشنواره از آن خود کرد.
از دیگر فیلم‌سازان جوانی که در جشنواره فیلم زاگرب به موفقیت رسیده و پس از آن نیز کارنامه موفقی داشتند فلوریان هنکل فون دونرسمارک، خاویر دولان، رادو ژوده، ریتش باترا، لاسلو نمش و محمد دیاب قابل اشاره هستند.